# María de los Ángeles Vidal Ruiz
María dels Àngels Vidal Ruiz (Xàtiva, 28 de gener de 1961) és una jugadora de voleibol valenciana.
Nascuda a Xátiva dins d'una família nombrosa, va mantindre un vincle especial amb el seu germà José Luis per "culpa" de l'esport.
Aquell col·legi de Xàtiva dels anys setanta i huitanta va reunir una generació aficionada al voleibol: en la classe de María Ángeles hi havia tres o quatre talents d'aquell esport, que van formar una generació màgica que portá Xàtiva a la màxima categoría de l'esport. Van aconseguir quatre títols consecutius en campionats d'Espanya en categories inferiors i l'ascens a les primeres categories de l'esport quan ni tan sols tenien pavelló en Xátiva i havien de jugar com a locals a València, Alcàsser, Alzira, entre d'altres.
Dos companyes treballaven a la fàbrica tèxtil Tormo Barberá i els amos de la fàbrica els van visitar a un dels partits, es van trobar a un grup de xiques de col·legis diferents, amb chándals diferents però amb molt de talent; es van convertir en els seus patrocinadors, i van apostar per l'equip.
El CV Xàtiva Tormo Barberá va aconseguir títols nacionals en categoria cadet, juvenil i sènior. Entre 1981 i 1990, ja María Ángeles com a entrenadora, l'equip femení va sumar tres lligues nacionals i tres Copes de la Reina.
Mariángeles Vidal sempre tingué projecció com a entrenadora, siguent juvenil ja dirigia equips infantils o cadets.
Va aconseguir títols com a entrenadora de club, i en la selecció espanyola està orgullosa del treball en la formació i una funció molt important com la captació de talents, i també ha sigut formadora d'entrenadors.
També va desenvolupar carrecs en el camp de la gestió i l'organització, tant al País Valencià com en la federació espanyola i a més tingué un paper essencial amb la inserció del primer programa d'esports d'equip en el Centre de Tecnificació de Xest. La Fundació Esportiva Municipal de València va ser un altre lloc on va treballr Mariángeles Vidal i va coordinar les escoles de voleibol. "He sigut una persona que ha tractat, des de qualsevol posició que l'esport creixquera i millorara".